# 俄国白军
白军（俄语：Белое движение，羅馬化：Beloye dvizheniye，直译为白色运动或白色力量）是指1918年至1920年期间在俄国内战中對抗苏联紅軍的政治運動及其军队，主要由支持沙皇的保皇党和自由主義者等反布爾什維克勢力组成。俄国內戰期間，白軍是一個大帳篷政治運動，代表著俄羅斯的一系列政治見解。流亡者經常分為自由派和較保守派。有些人希望恢復羅曼諾夫王朝，例如居住在意大利的俄羅斯親王尼古拉·羅曼諾維奇（1924-2014）和居住在美國的安德魯·安德烈耶維奇王子（1923-2021）。一些流亡者希望在俄羅斯組建真正的憲政民主共和國。

## 結構與思想

### 意識形態
白軍是苏联紅軍的對手。白軍的目標在十月革命前是保持沙俄的秩序與法律。
白軍以俄羅斯傳統黨派為基礎，而在沙俄時代沙皇常冠以「白色沙皇」之稱。白色成為皇室的代表顏色。
英國國會有影響力的領導人溫斯頓·丘吉爾親自警告安東·鄧尼金將軍（其原先是帝國軍將領，後來成爲白軍的主要領導人，他的部隊對猶太人進行了大屠殺和迫害）：
如果繼續收到猶太人被迫害的消息，在議會中爭取對俄羅斯民族事業的支持將更加困難。
許多白軍領導人在接受專制統治的同時仍對“政治”（演講，選舉和政黨活動）表示懷疑。除了反布爾什維克和反對共產主義之外，白軍沒有固定的意識形態。
該運動沒有製定外交的計劃。白軍在世界大戰結束之際對德意志帝國在俄羅斯西部，波羅的海國家，波蘭和烏克蘭在東線的長期佔領方面採取了不同的政策。
諸如安東·鄧尼金之類的白軍領導人主張俄羅斯人建立自己的政府，聲稱軍方無法替俄羅斯人決定。其他大多數白軍領導人承認，海軍上將亞歷山大·科爾恰克在鄂木斯克成功建立了臨時的戰時政府，但由於失去了軍隊而垮台。
某些與白軍運動結盟的軍閥，例如格里戈里·米哈伊洛維奇·謝苗諾夫和羅曼·馮·恩琴，除了他們自己的權力以外，不承認任何權威。白軍的成員可能是君主主義者，共和主義者，右派或立憲民主黨。白軍領導人中，拉夫爾·科爾尼洛夫和鄧尼金都不是君主主義者，而彼得·弗蘭格爾則是願意為俄羅斯共和政府服務的君主主義者。此外，其他政黨也支持反對布爾什維克的白軍，其中包括社會革命黨，以及其他反對列寧的人。根據時間和地點，某些白軍的支持者可能會效忠於紅軍。
與布爾什維克不同，白軍沒有共同的意識形態或政治目標。在很大程度上，他們的行動彼此完全獨立，幾乎沒有協調或凝聚力。白軍的組成和指揮結構也各不相同，一些是一戰後的退伍軍人，一些是的新的志願軍。

### 組織
白軍的主要将领有高尔察克等。白軍的其他一些军队有1918年5月底5万余名奥匈战俘编制成的捷克斯洛伐克兵团等。

#### 白軍
俄羅斯南部的志願軍是白軍中最傑出和最大的一支。志願軍於1918年1月以一支組織精巧的小型軍隊起家，隨後迅速壯大。庫班哥薩克人加入了白軍。1918年2月下旬，由於紅軍的推進，在阿列克謝·卡列金的指揮下，有4000名士兵被迫從頓河畔羅斯托夫撤退。

#### 管理
白軍的領導人和第一批成員主要來自軍官階層。許多人來自貴族之外。例如米哈伊爾·阿列克謝耶夫和鄧尼金（有農奴家庭的祖先），拉夫爾·科爾尼洛夫（哥薩克人）。
白軍將領從未掌握過行政管理。他們經常利用“革命前工作人員”或“具有君主主義傾向的軍官”來管理白軍控制地區。
白軍通常是無序的。白軍控制地區有多種貨幣，匯率不穩定。主要貨幣，即志願軍的盧布，沒有黃金儲備。

## 战争
1918年11月至1919年2月，英法军队13万人在俄罗斯南部的新罗西斯克、敖德萨和塞瓦斯托波尔著陆。后期的英、美、日等国的援军则在摩尔曼斯克、阿尔汉格尔斯克和海参崴等地登陆，加强对白军的协同防御。

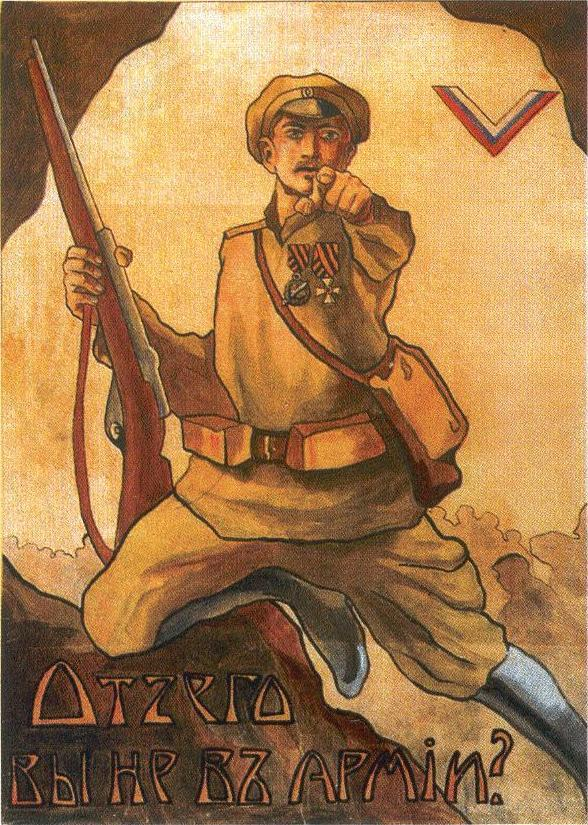
内战时期的政治宣传海报

### 南線

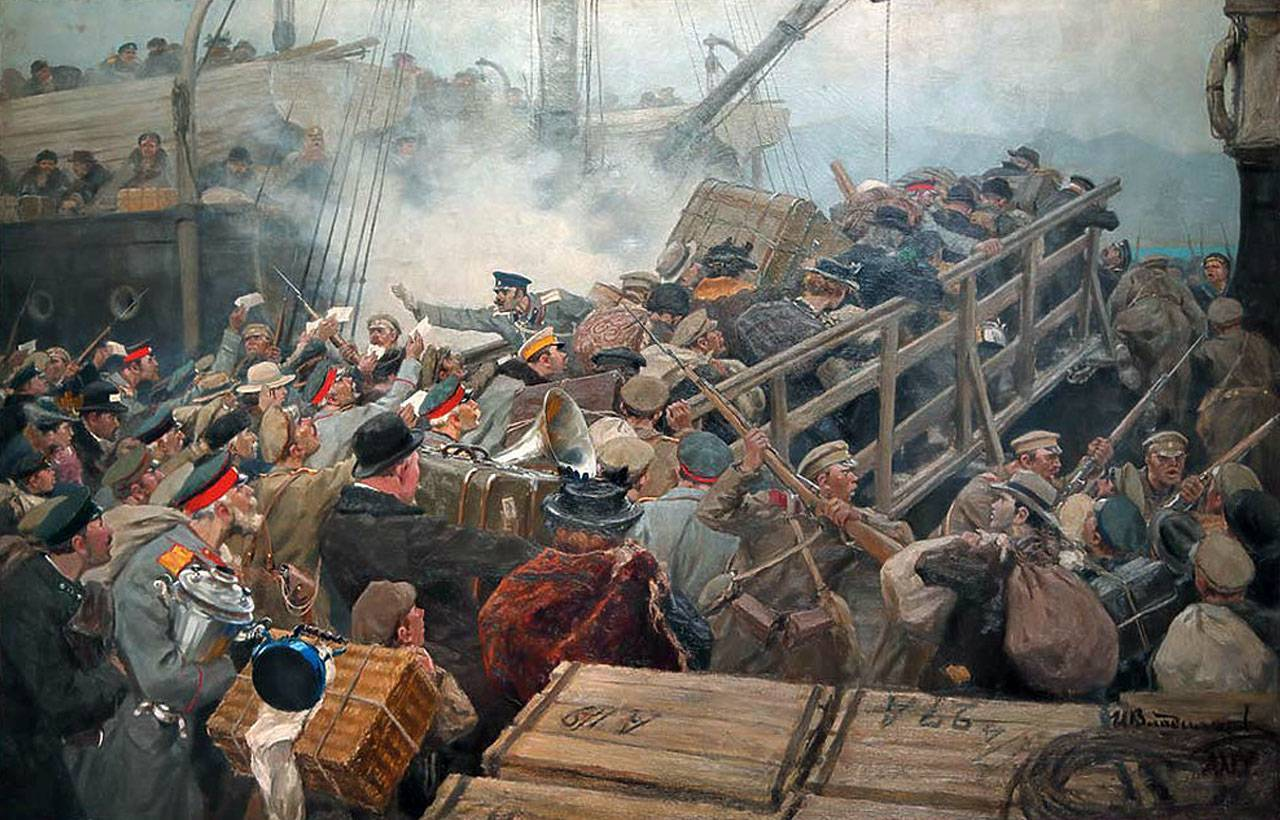

南方的白军組織始於1917年11月15日（舊曆），由米哈伊爾·阿列克謝耶夫領導。
南線的特點是大規模行動，對布爾什維克政府構成了最危險的威脅。
鄧尼金在1919年對莫斯科的進攻失敗後，俄羅斯南部武裝部隊撤退。1920年3月26日至27日，志願軍的余部從新羅西斯克撤離到克里米亞，在那裡與彼得·弗蘭格爾軍合併。

## 內戰後
反布爾什維克俄國人流亡國外，聚集在貝爾格萊德、柏林、巴黎、哈爾濱、伊斯坦布爾和上海。他們建立了持續到第二次世界大戰（1939-1945）的軍事和文化網絡，例如哈爾濱和上海的俄羅斯社區。此後，白俄的反共活動家在美國建立了自己的基地，許多難民移民到該基地。
1920年代和1930年代，白俄運動在俄羅斯境外建立了組織，其目的是通過游擊戰廢除蘇維埃政權，例如俄羅斯全軍聯盟和俄羅斯全國聯盟，是由一群年輕的白俄於1930年在南斯拉夫的貝爾格萊德成立的反共組織。
一些人在1920年代支持阿爾巴尼亞的佐格一世，一些人在西班牙內戰期間獨立服務。在1937年新疆伊斯蘭事件期間，白俄還與蘇聯紅軍並肩作戰。

## 代表人物
- 米哈伊爾·阿列克謝耶夫
- 帕维尔·拉法罗维奇·别尔蒙特-阿瓦罗夫
- 亚历山大·高尔察克
- 安东·邓尼金
- 格里戈里·米哈伊洛維奇·謝苗諾夫
- 尼古拉·尤登尼奇
- 拉夫爾·科爾尼洛夫
- 彼得·弗蘭格爾
- 米哈伊爾·季捷里赫斯
- 阿納托利·佩佩利亞耶夫
- 康斯坦丁·罗扎耶夫斯基
- 亚历山大·杜托夫
- 伊万·伊雷因
- 阿列克谢·卡列金
- 弗拉基米尔·卡普佩尔
- 彼得·尼古拉耶维奇·克拉斯诺夫
- 叶夫根尼·米勒
- 康斯坦丁·彼得罗维奇·聂恰耶夫
- 维克多·波克罗夫斯基
- 亚历山大·罗将柯
- 罗曼·冯·恩琴

## 相關电影
- 《无畏上将高尔察克》

## 外部連結
- Anti-Bolshevik Russia in pictures
- Museum and Archives of the White Movement
- （俄文） Memory and Honour Association（页面存档备份，存于）
- （俄文） History of the White Movement